# Desmatosuchinae
Los desmatosuquinos (Desmatosuchinae) son una de las dos subfamilias de aetosaurios estagonolépidos, la otra es Aetosaurinae. Es un taxón basado en raíces que es definido como todos los aetosaurios más cercanamente relacionados con Desmatosuchus que el último ancestro común de Desmatosuchus y Stagonolepis. Todas las sinapomorfias que diagnostican este clado pueden ser halladas en sus osteodermos. Estas incluyen articulaciones en forma de lengua y de surcos en las láminas laterales presentes en las placas dorsales, presacrales y paramediales y grandes espinas en las placas laterales, cervicales, dorsales y caudales.